# Топачевські
Топачевські — священницький рід.

## Походження
Нащадки священника Якима Васильовича Топачевського, який тримав парафію Покровської церкви містечка Жашкова Таращанського повіту.

## Родова схема
- Яким Васильович Топачевський (бл. 1768—1846)[2] ∞ Домникія Матвіївна
  - Микола Якимович[a] ∞ Анастасія
    - Іполит Миколайович
    - Георгій Миколайович
    - Марія Миколаївна

  - Петро Якимович (пом. 1849)[b] ∞ Марія Іванівна Оппокова[c]
    - Яків Петрович (нар. бл. 1835)[d]
      - Ганна Яківна ∞ Павло Михайлович Словачевський[e] (нар. 1873)
      - Дмитро Якович
      - Віктор Якович[f] ∞ Софія Олександрівна Лаврентьєва[g]
        - Раїса Вікторівна
        - Віра Вікторівна (пом. 1981)
        - Олександр Вікторович[h] (1897—1975) ∞ Марія Флоріанівна Макаревич (1906—1989)
          - Вадим Олександрович (1930—2004) ∞ Лариса Георгіївна Бранцевич (1929—1997)
            - Ігор Вадимович (нар. 1957)

          - Андрій Олександрович (нар. 1939)